# 居間
居間（いま）は、住宅の中にある部屋の一つ。家族が一家団欒を楽しみ、寛ぐ部屋と考えられている。リビングルーム、リビングとも呼称される。

## 概要

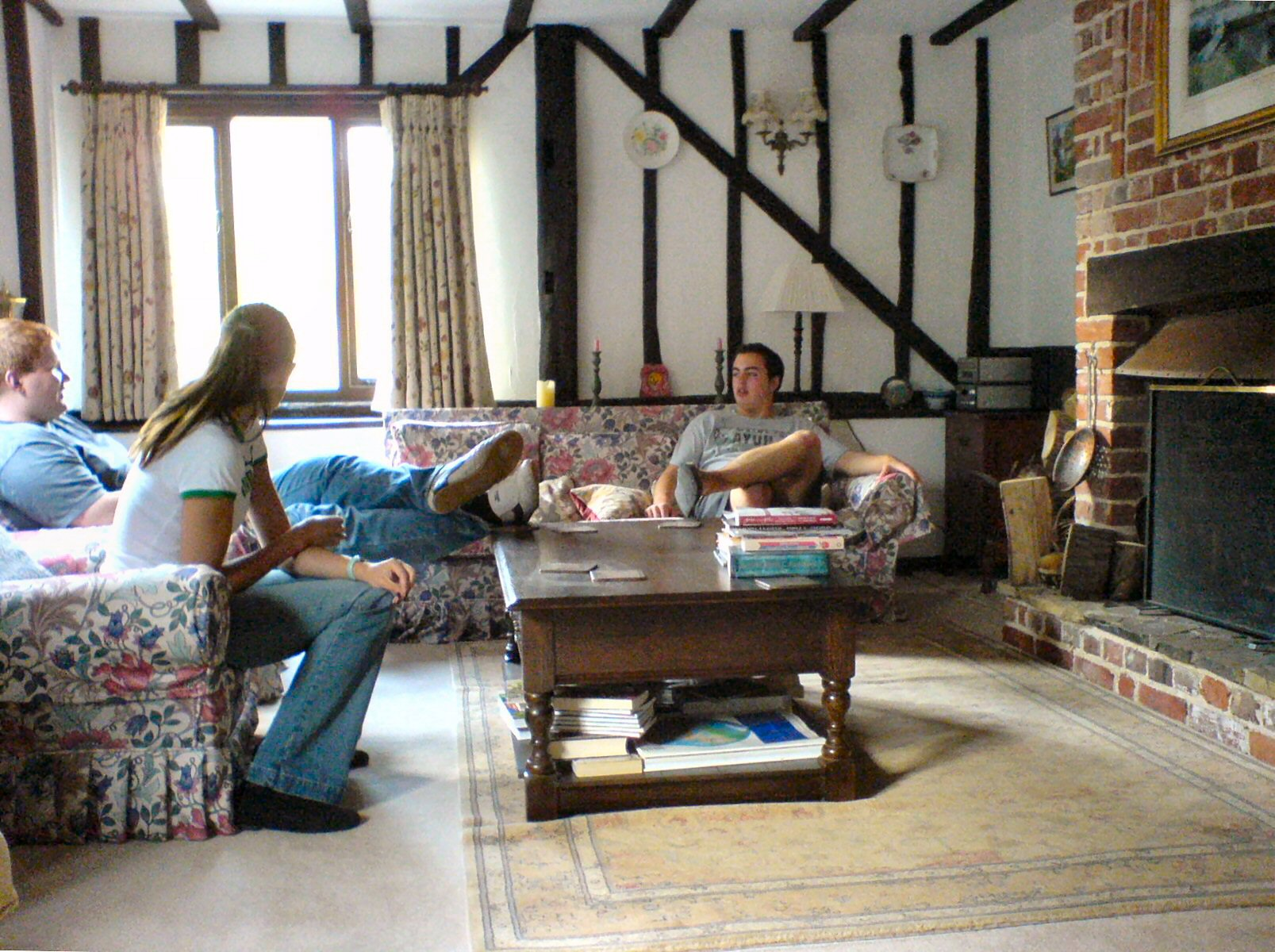
イギリスの居間

もともとは、「drawing room」と呼ばれた。これは食堂（ダイニングルーム）で一同が会しての食事の後、男性たちがタバコを吸いながら、政治や世間の話、つまり男性だけの話を始めると、女性・子供たちはその場から引き下がり（draw）食堂に隣接した控えの間で過ごしており、その部屋のことを指したといわれる。やがて女性・子供が寛げる肩の凝らないこの部屋に男性もまた加わるようになり、居間は現在のような家族の憩いの間になった。この意味での居間は玄関から遠い、家の比較的奥の部屋のことをいい、そこに来客が通されることは、親族を除いてほとんどない。
ただし、アメリカでは玄関のすぐそばの家族が使用していない部屋、来客用の予備の部屋（ゲストルーム）を「リビングルーム」というようで、今日、日本国内でも新築の住宅で、玄関のそばの部屋をそのように呼ぶ場合もある。しかしそれでは、家族がそこで平素、寛いだ時間を過ごすわけではないので、呼称に現実が合致しないという矛盾が生じている。今のところこの現状に対応する「居間」や「リビング」に取って代わる言葉はまだない。
1913年には、ドイツで都市労働者向けの住宅に初めて「リビングルーム」を設けた物件が登場した。

## 茶の間

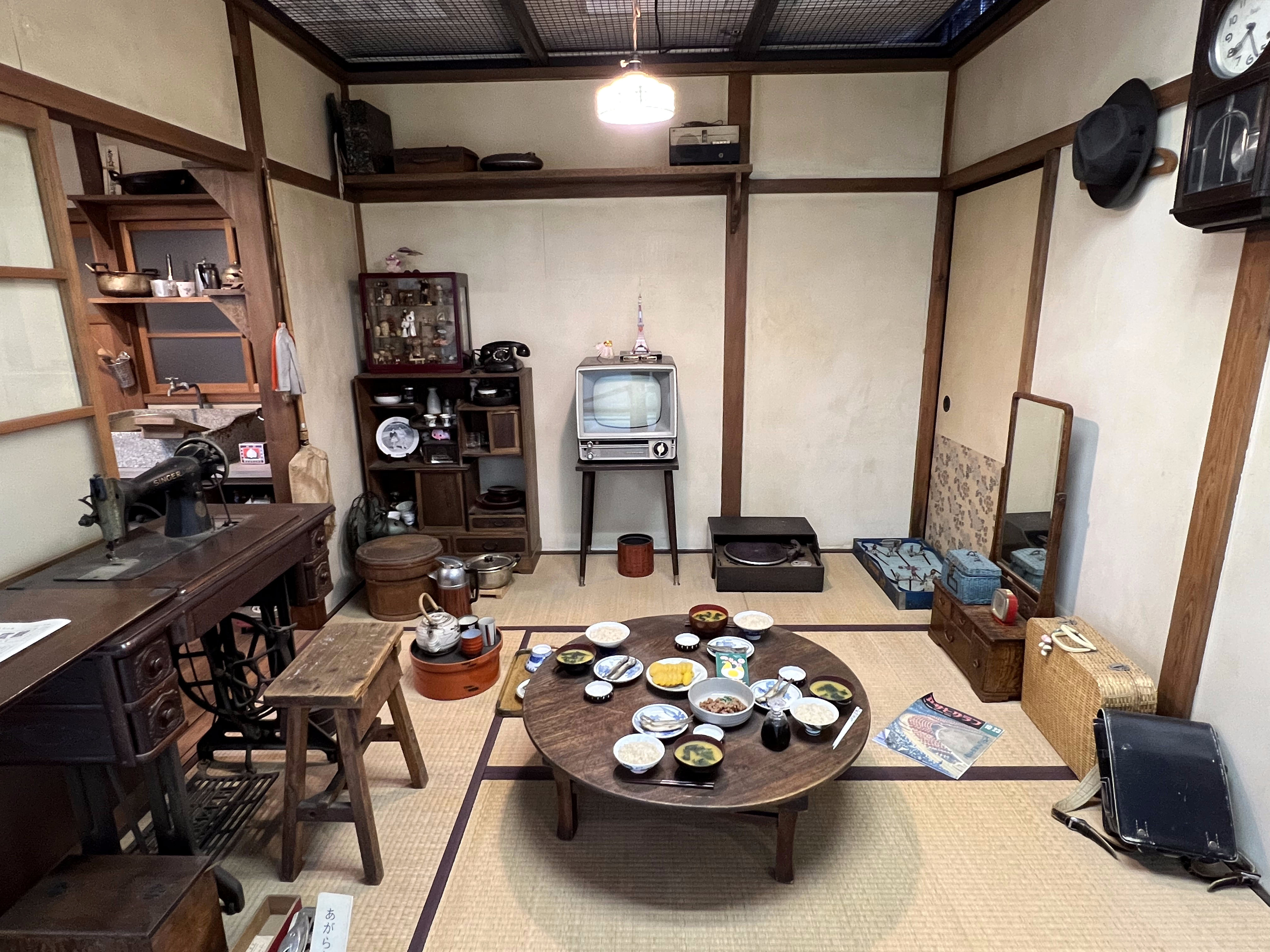
日本の昭和時代の茶の間のイメージ

茶の間（ちゃのま）とは、日本の家屋の中で、家族が集う、生活の中心となる部屋のこと。日本家屋においては「居間」「リビングルーム」に相当する空間であるが、食事をする「食堂」「ダイニングルーム」の役割も兼ねることが多い。
茶室とは異なり、茶だけをする場所ではない。主に食事を取ったり、一家団欒のための場所となっている。たいていは家屋の中で日当りのよい場所にあり、窓が大きく、縁側があるなど外に出られるようになっていることもある。台所とはつながっていたり、平易な仕切りのみが設けられていることが多い。また応接間がない家の場合は茶の間がこの役目を担う。そのため本来の「居間」とは違い、家族だけで使用する部屋というわけではない。日本家屋の特性を活かし、ふすまを外して隣接する部屋などとつなげ、さらに大人数が入れるようにすることができる家もある。
一般的な茶の間は、床に座って過ごす部屋であり、畳もしくはカーペット敷きであるが、板の間になっていることもある。部屋の中心にちゃぶ台などの座卓があり、これを囲むように内装や家具の配置がされている。
家族が揃って楽しめるようにテレビや音響機器が置かれている場合がほとんどである。そのためテレビ番組などでは、「テレビ＝茶の間で見られている」という前提のもと、視聴者を指して「お茶の間の皆さん」などと呼称することがある。

## アウトドアリビング

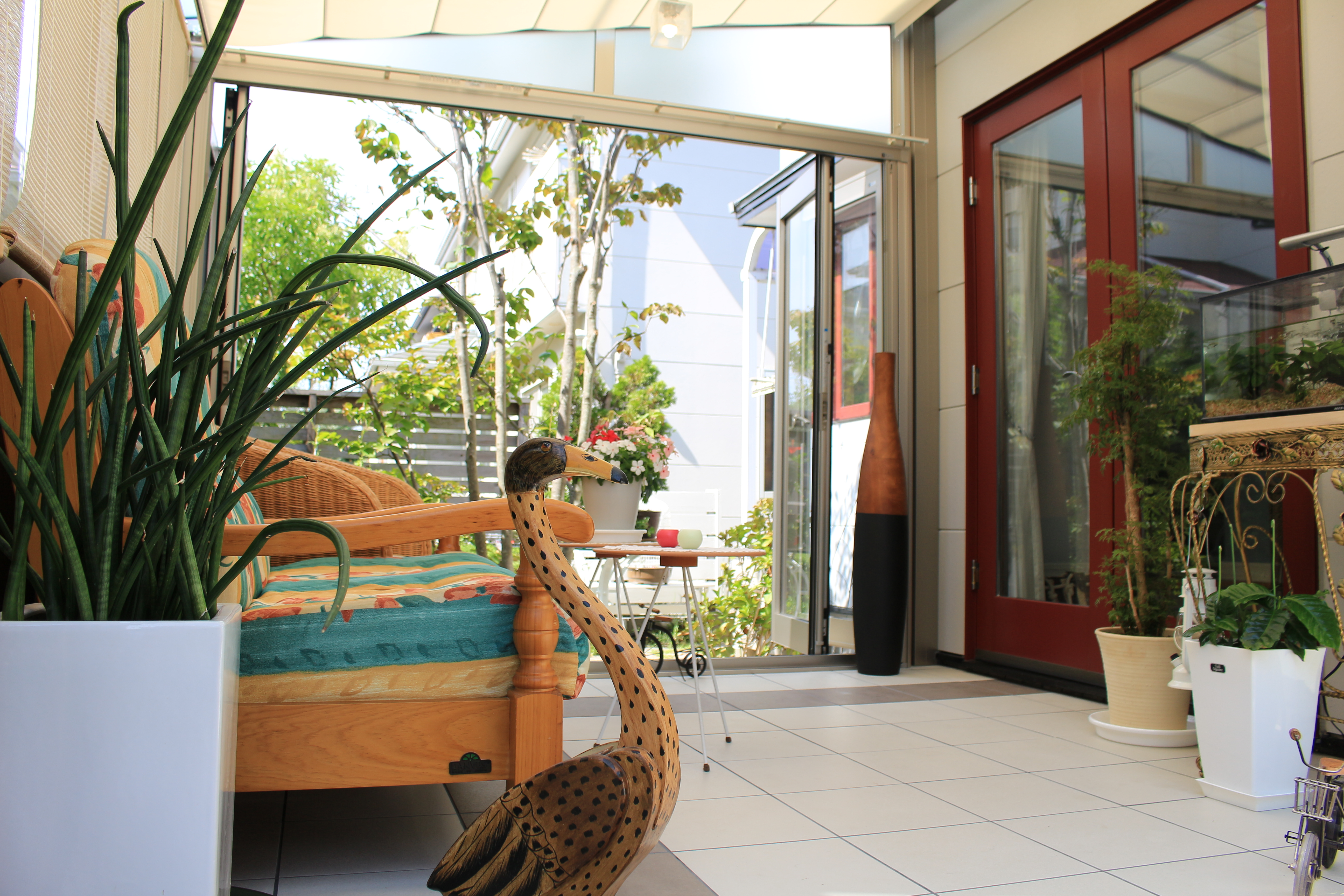
日本でのアウトドアリビングの一例

近年、提唱されだしたリビングの概念で、リビングと隣接した庭やバルコニーなど室内と一体化して活用すること。アウトドアブームの延長線上で、日常空間の中で自宅にいながら自然が体感でき、日々の暮らしを楽しくするというコンセプトが広がりだした。特別な時間や空間を味わうこともできるほか、室内とは異なりテレビなどがないため、食事や会話を楽しむ空間として家族団欒が発生したり、日暮れ以降はライティングの工夫で日中とは異なった雰囲気も楽しめる。日本では、縁側という交流スペースが存在したが、家屋の欧米化と矮小な日本の住宅事情からいつしか縁側のような内でも外でもない中間スペースが忘れ去られていたのが、こういう形で復活したともいえるため、ごく自然に受け入れられた。